# Gerd Rehder
Gerd Rehder (* 1927; † 8. März 2019) war ein deutscher Basketballspieler.

## Leben
Rehder war deutscher Basketballnationalspieler und bestritt 16 Länderspiele. Er nahm an zwei Universiaden teil. Rehder war 1947 Mitgründer des Hamburger Basketball-Verbands und spielte beim Hamburger Verein Eimsbütteler TV. 1961 zog er nach Wedel und wirkte ab 1967 im Vorfeld der Gründung des Vereins SC Rist Wedel entscheidend mit, indem er die Wedeler Sportlehrer Basketballgrundlagen beibrachte. Er saß nach der Gründung im Vereinsvorstand und war in der Anfangszeit als Trainer tätig. 1970 gewann er mit Rist Wedel die deutsche Meisterschaft der über 40-Jährigen (Altersklasse III). Sein Sohn Dirk Rehder war deutscher Basketball-Jugendnationalspieler, Enkel Lukas Rehder wurde Erstligaspieler im American Football.